# Discografia de Angélique Kidjo
Esta é a discografia da cantora cantora, compositora, dançarina, atriz, diretora e produtora beninense Angélique Kidjo.
Em mais de 20 anos, Angélique lançou 10 álbuns de estúdio, 3 coletâneas, 2 álbuns singles, 8 videoclipes e participou de 17 trilhas sonoras.
O álbum Djin Djin, lançado em 2006 alcançou o topo da Billboard Top World Music Albums. Além disso, o álbum também ocupou posições significativas nas paradas da França e da Suíça. No ano seguinte, 2008, o álbum ganhou a estatueta do GRAMMY Awards na categoria de "Melhor Álbum de World Music Contemporâneo".
Em 2010, Angélique lançou Õÿö, que estreou na 4° posição e, hoje ocupa a 10° posição na Billboard Top World Music Albums

## Álbuns de Estúdio
| Ano  | Nome                                               | Melhores posições | Melhores posições | Melhores posições | Melhores posições | Melhores posições | Melhores posições | Melhores posições | Certificações | Vendas |
| Ano  | Nome                                               | EUA               | FIN               | FRA               | NOR               | POL               | CHE               | MND               | Certificações | Vendas |
| ---- | -------------------------------------------------- | ----------------- | ----------------- | ----------------- | ----------------- | ----------------- | ----------------- | ----------------- | ------------- | ------ |
| ?    | Pretty - Formatos: Disco de vinil                  | -                 | -                 | -                 | -                 | -                 | -                 | -                 | -             | -      |
| 1990 | Parakou - Formatos: CD e Disco de vinil            | -                 | -                 | -                 | -                 | -                 | -                 | -                 | -             | -      |
| 1990 | Logozo - Formatos: CD e Disco de vinil             | 1                 | -                 | -                 | -                 | -                 | -                 | -                 | -             | -      |
| 1994 | Ayé - Formatos: CD e download digital              | 2                 | -                 | -                 | -                 | -                 | -                 | -                 | -             | -      |
| 1996 | Fifa - Formatos: CD e download digital             | 10                | -                 | -                 | -                 | -                 | -                 | -                 | -             | -      |
| 2002 | Black Ivory Soul - Formatos: CD e download digital | 2                 | -                 | -                 | -                 | -                 | -                 | -                 | -             | -      |
| 2004 | Oyaya! - Formatos: CD e download digital           | 2                 | 35                | -                 | 38                | -                 | 50                | -                 | -             | -      |
| 2007 | Djin Djin - Formatos: CD e download digital        | 1                 | -                 | 141               | -                 | 27                | 62                | -                 | -             | -      |